# 1927년 전국체육대회 야구
1927년 전국체육대회 야구는 일제강점기 조선 경성부에서 개최된 1927년 전국체육대회의 경기 종목이다. '제8회 전조선야구대회'로 개최되었으며 1927년 6월 2일부터 6월 3일까지 경성운동장 야구장에서 개최되었다.

## 대회 진행
제8회 전조선야구대회는 1927년 6월 2일부터 이틀간 일제강점기 조선 경성부에 있는 경성운동장 야구장에서 개최되었다. 소학부에는 계산보통학교, 공옥보통학교, 정동공립보통학교, 죽첨공립보통학교, 진남포공립보통학교 등 5개 선수단이 참가했고, 중학부에는 경신학교, 배재고등보통학교, 양정고등보통학교, 중앙고등보통학교, 휘문고등보통학교 등 5개 선수단이 출전했으며, 청년부에는 고려구락부, 서울구락부, 연희구락부 등 3개 선수단이 참가했다. 한편 전문부는 연희전문학교만이 출전하여 경기를 진행하지 않고 우승 처리되었다. 소학부에서는 진남포공립보통학교가 우승하며 3회 연속 우승을 달성하여 우승기를 영구히 수여 받았다. 중학부 종목에서는 휘문고등보통학교가 결승에서 중앙고등보통학교를 상대로 승리하여 대회 우승을 차지했고, 청년부 종목에서는 연희구락부가 결승에서 고려구락부를 상대로 10:8으로 이기며 우승했다.

## 경기 결과

### 소학부
| 결승 |                    |    |  |  |  |  |
|      |                    |    |  |  |  |  |
|      |                    |    |  |  |  |  |
|      | 진남포공립보통학교 | 7A |  |  |  |  |
|      | 정동공립보통학교   | 2  |  |  |  |  |

### 중학부
|  | 준결승           | 준결승           |                  |    | 결승 | 결승 |
|  |                  |                  |                  |    |      |      |
|  |                  |                  |                  |    |      |      |
|  |                  |                  |                  |    |      |      |
|  | 중앙고등보통학교 | 10A              |                  |    |      |      |
|  | 중앙고등보통학교 | 10A              |                  |    |      |      |
|  | 양정고등보통학교 | 7                |                  |    |      |      |
|  | 양정고등보통학교 | 7                | 중앙고등보통학교 | 2  |      |      |
|  |                  |                  | 중앙고등보통학교 | 2  |      |      |
|  |                  | 휘문고등보통학교 | 3A               |    |      |      |
|  | 휘문고등보통학교 | 휘문고등보통학교 | 3A               | 8A |      |      |
|  | 휘문고등보통학교 |                  |                  | 8A |      |      |
|  | 경신학교         | 0                |                  |    |      |      |
|  | 경신학교         | 0                |                  |    |      |      |

### 전문부
| 결승 |              |  |  |  |  |  |
|      |              |  |  |  |  |  |
|      |              |  |  |  |  |  |
|      | 연희전문학교 |  |  |  |  |  |
|      | 부전승       |  |  |  |  |  |

### 청년부
|  | 준결승     | 준결승     |            |   | 결승 | 결승 |
|  |            |            |            |   |      |      |
|  |            |            |            |   |      |      |
|  |            |            |            |   |      |      |
|  | 고려구락부 | 10         |            |   |      |      |
|  | 고려구락부 | 10         |            |   |      |      |
|  | 서울구락부 | 4          |            |   |      |      |
|  | 서울구락부 | 4          | 고려구락부 | 8 |      |      |
|  |            |            | 고려구락부 | 8 |      |      |
|  |            | 연희구락부 | 10         |   |      |      |
|  | 연희구락부 | 연희구락부 | 10         |   |      |      |
|  |            |            |            |   |      |      |
|  | 부전승     |            |            |   |      |      |
|  |            |            |            |   |      |      |

## 참고 문헌
- 대한체육회 (1990). 《대한체육회 70년사》.
- 대한체육회 (2011). 《대한체육회 90년사》.
- “제8회 전국체육대회 야구 경기 결과”. 대한체육회.[깨진 링크(과거 내용 찾기)]